# 筛黏菌科
筛黏菌科（学名：Cribrariaceae）是筛黏菌目下的一个科。

## 下属分类
本科包括以下属：Cribrariaceae
- 筛黏菌属 Cribraria Pers.
- 珠膜菌属 Lindbladia Fr. （ Lindbaldia）